# Jan Tomaszewski (piłkarz)

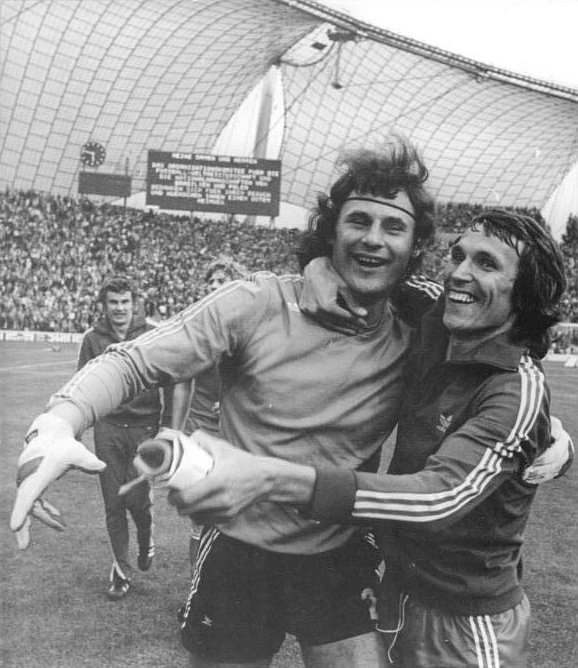
Jan Tomaszewski i Henryk Kasperczak po zwycięstwie nad Brazylią w meczu o trzecie miejsce na mistrzostwach świata w 1974

Jan Tomaszewski (ur. 9 stycznia 1948 we Wrocławiu) – polski piłkarz występujący na pozycji bramkarza, reprezentant Polski, trener, polityk, działacz piłkarski i publicysta sportowy. Poseł na Sejm VII kadencji.
Uważany za jednego z najlepszych polskich bramkarzy w historii. Reprezentował barwy Gwardii Wrocław, Śląska Wrocław, Legii Warszawa, ŁKS-u Łódź, Beerschot VAC oraz Hércules CF. W latach 1999–2012 członek Klubu Wybitnego Reprezentanta. Z reprezentacją Polski dwukrotnie uczestniczył w mistrzostwach świata (1974 – 3. miejsce, 1978) oraz w Letnich Igrzyskach Olimpijskich 1976 w Montrealu (srebrny medal).

## Życiorys

### Kariera klubowa
Karierę piłkarską zaczynał w 1960 w trampkarzach Śląska Wrocław. Po kilku latach trafił do juniorów Gwardii Wrocław, których trenował jego krewny. Drużyna miała problem z bramkarzami, występujący dotąd jako pomocnik Jan Tomaszewski zgodził się spróbować zagrać na nowej pozycji. Grając w seniorach Gwardii, zwrócił uwagę trenera Śląska Franciszka Głowackiego, który ściągnął go do tego klubu. W barwach WKS zadebiutował 18 sierpnia 1968 w ówczesnej ekstraklasie, zastępując Klausa Masselego w drugiej połowie przegranego 3:1 meczu wyjazdowego z Odrą Opole. Wkrótce został podstawowym bramkarzem zespołu (25 meczów), który w sezonie 1968/1969 zajął 13. miejsce i tym samym spadł z ligi. Jan Tomaszewski z klubu odszedł w trakcie sezonu 1970/1971.
Następnie został zawodnikiem Legii Warszawa, w której z czasem zastąpił w podstawowym składzie Władysława Grotyńskiego. W sezonie 1970/1971 zdobył z klubem wicemistrzostwo Polski. Z powodu słabych występów na początku sezonu 1971/1972 stracił miejsce w podstawowym składzie na rzecz Piotra Mowlika, zajął wówczas z drużyną 3. miejsce w ekstraklasie oraz dotarł do finału Pucharu Polski. Po sezonie 1971/1972 oraz rozegraniu 19 meczów ligowych odszedł z zespołu.
Następnie podpisał kontrakt z ŁKS-em Łódź, w którym dzięki znakomitym występom udało mu się wywalczyć pozycję jednego z najlepszych polskich bramkarzy oraz wrócić do reprezentacji Polski. 29 września 1973 w wygranym 2:0 meczu wyjazdowym z Odrą Opole strzelił swoją jedyną bramkę w ekstraklasie, pokonując w 79. minucie z rzutu karnego Andrzeja Krupę i ustalając tym samym wynik meczu. 7 grudnia 1975 podczas przegranego 3:0 meczu wyjazdowego ze Stoczniowcem Gdańsk w ramach 1/8 finału Pucharu Polski został ukarany czerwoną kartką za niesportowe zachowanie, a PZPN ukarał go wkrótce dyskwalifikacją na cztery mecze w ekstraklasie. Klub opuścił po sezonie 1977/1978.
W 1978 wyjechał do Belgii, gdzie zaczął grać w klubie Eerste klasse – VAC Beerschot, z którym w sezonie 1978/1979 zdobył Puchar Belgii. W klubie, w którym występował do 1981, rozegrał łącznie 85 meczów ligowych. Następnie w latach 1981–1982 reprezentował barwy klubu hiszpańskiej Primera División – Hérculesa Alicante, w którym rozegrał tylko 12 meczów ligowych.
W 1982 wrócił do ŁKS-u Łódź, w barwach którego w sezonie 1982/1983, rozegrał 4 mecze ligowe. 25 sierpnia 1982 zagrał swój ostatni mecz w profesjonalnej karierze; w spotkaniu tym łódzka drużyna zremisowała 2:2 w meczu wyjazdowym z Cracovią. Łącznie w ekstraklasie rozegrał 203 spotkania ligowe, w których strzelił 1 bramkę.

### Kariera reprezentacyjna
W latach 1971–1981 w reprezentacji Polski rozegrał 63 mecze. Debiut zaliczył 10 października 1971 na Stadionie Dziesięciolecia w Warszawie w przegranym 1:3 meczu eliminacyjnym do mistrzostw Europy 1972 z reprezentacją RFN. W spotkaniu tym zastąpił chorego Piotra Czaję; Jan Tomaszewski był później krytykowany za postawę w tym meczu. Ostatni raz w reprezentacji Polski zagrał 18 listopada 1981 na Stadionie Miejskim w Łodzi w meczu towarzyskim z Hiszpanią, w którym jedyny raz wystąpił w roli kapitana. Spotkanie zakończyło się porażką Polaków 3:2, a Jan Tomaszewski w 46. minucie został zmieniony przez Piotra Mowlika.
W 1973 po półtorarocznej przerwie wrócił do reprezentacji, wywalczając miejsce w podstawowej jedenastce. 17 października 1973 po remisie 1:1 z Anglią na Wembley w Londynie po 36 latach Polska awansowała na mistrzostwa świata. Do awansu przyczyniła się znakomita postawa Jana Tomaszewskiego w tym spotkaniu. Nazwany przed meczem przez angielskiego trenera Briana Clougha „klaunem” polski bramkarz bronił skutecznie, przepuszczając w meczu tylko jeden strzał oddany przez Allana Clarke’a z rzutu karnego. Dzięki swojemu występowi zdobył duży szacunek wśród angielskich kibiców i zyskał przydomek „bohatera z Wembley”, a także „człowieka, który zatrzymał Anglię”.
W 1974 został powołany na mistrzostwa świata w RFN, na których reprezentacja Polski zajęła 3. miejsce. Jan Tomaszewski na tym turnieju był podstawowym bramkarzem drużyny prowadzonej przez Kazimierza Górskiego, występując we wszystkich siedmiu meczach. Turniej był bardzo udany dla Polaka, jako pierwszy bramkarz w historii mistrzostw świata obronił dwa rzuty karne na jednym turnieju: Staffana Tappera w meczu ze Szwecją oraz Uliego Hoenessa w spotkaniu z RFN. Po turnieju zdobył wielkie uznanie, a Pelé nazwał go najlepszym bramkarzem świata.
W 1976 znalazł się w składzie reprezentacji Polski, prowadzonej wciąż przez Kazimierza Górskiego na turniej olimpijski w Montrealu. W finale reprezentacja Polski przegrała 3:1 z NRD i ostatecznie zdobyła srebrny medal. Rezultat ten uznano w kraju za porażkę, w konsekwencji trener podał się następnie do dymisji.
W 1978 został powołany przez polskiego trenera Jacka Gmocha na mistrzostwa świata w Argentynie. Wystąpił na nich w 4 meczach. Po porażce 2:0 z Argentyną został zastąpiony w bramce przez Zygmunta Kuklę, który bronił w ostatnich dwóch meczach Polaków. Reprezentacja Polski zajęła 3. miejsce w drugiej grupie drugiej rundy i zakończyła swój udział w turnieju.
Z 63 meczami w barwach reprezentacji Polski należał do Klubu Wybitnego Reprezentanta. 28 czerwca 2012 zrzekł się członkostwa w tej organizacji. Decyzję podjął dzień po tym, jak przewodniczący klubu, Władysław Żmuda, złożył wniosek o jego wykluczenie.

### Kariera trenerska

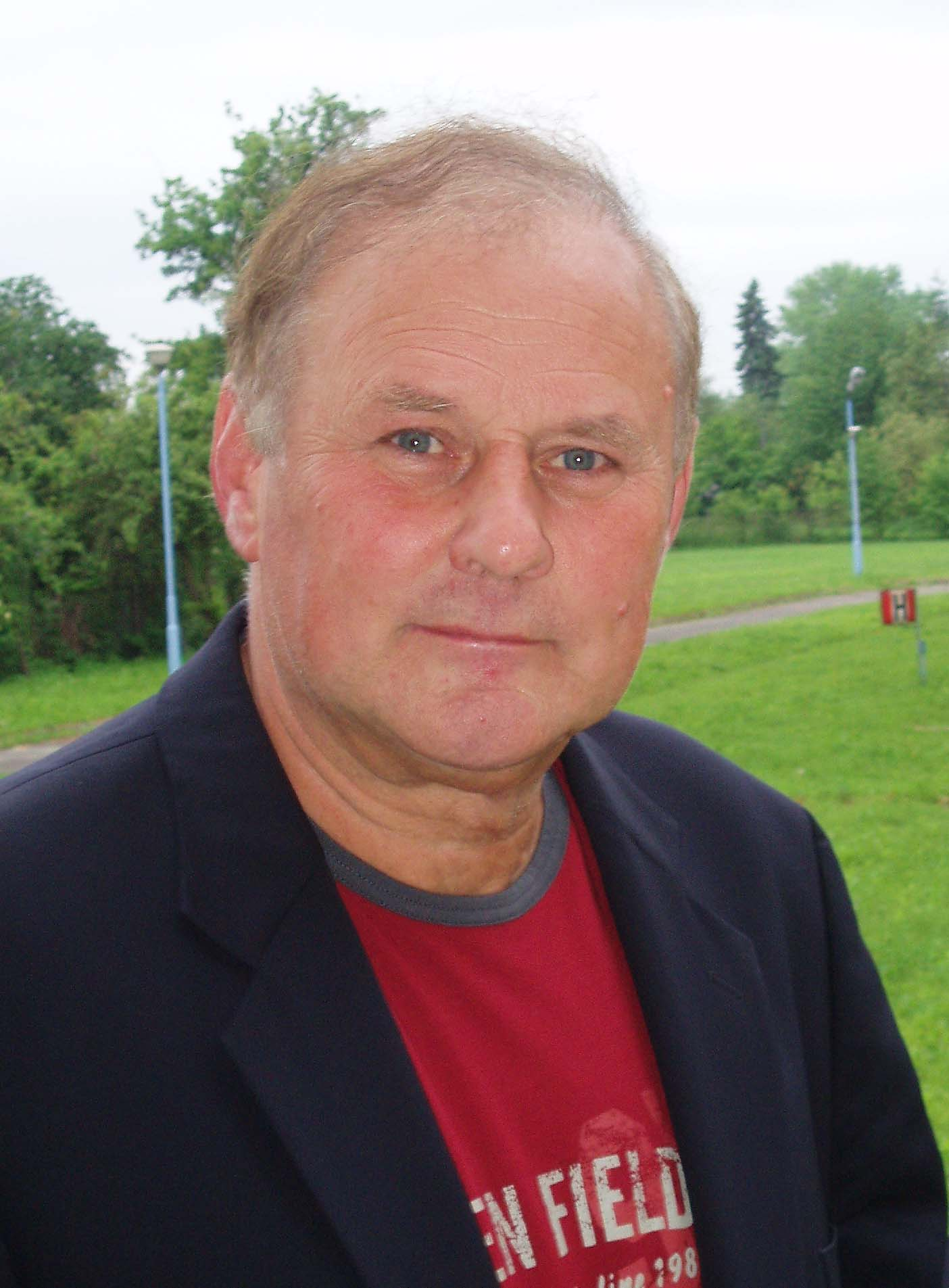
Jan Tomaszewski (2005)

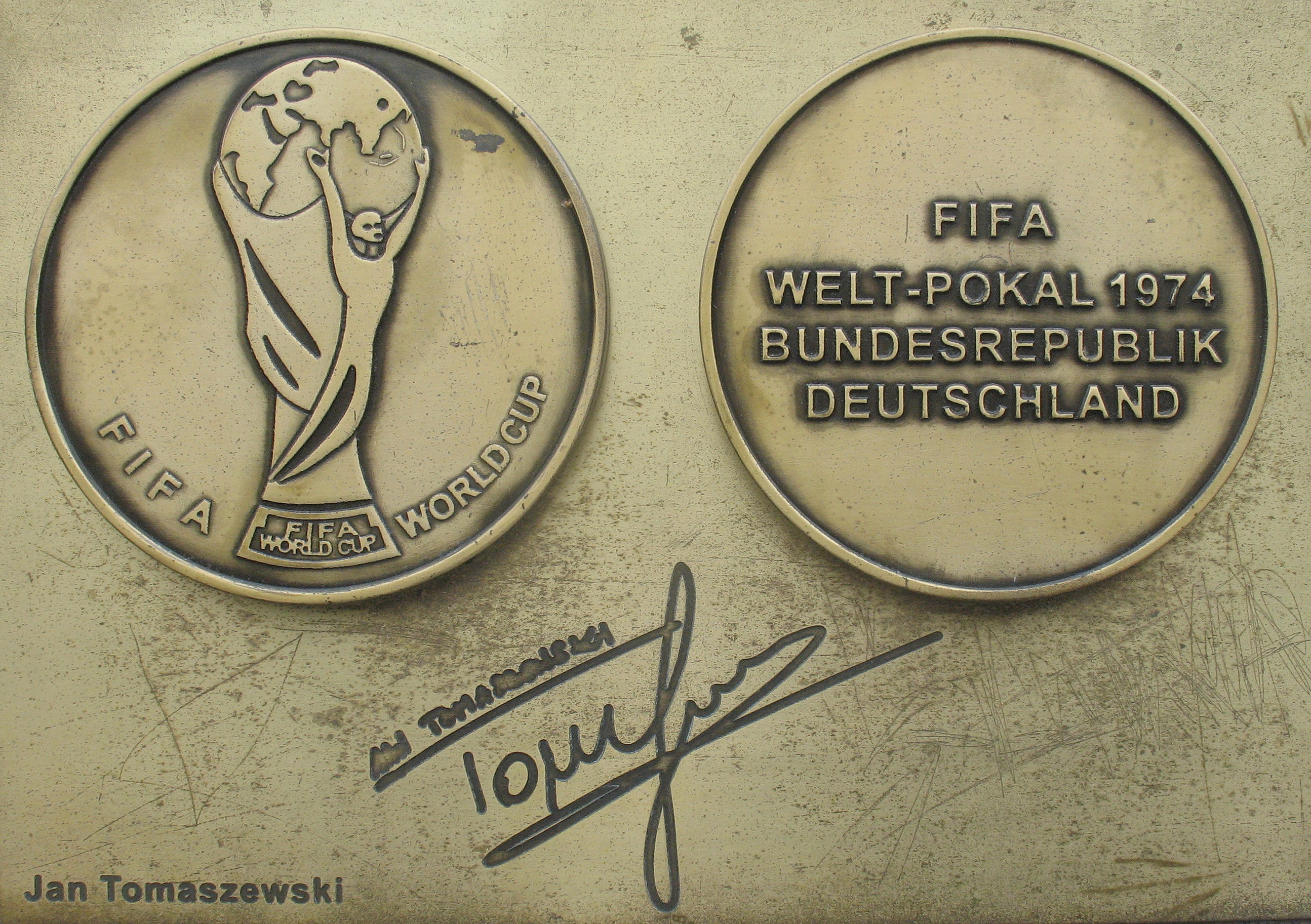
Kopia medalu i autograf w Alei Gwiazd Sportu w Dziwnowie

Jeszcze w trakcie kariery piłkarskiej rozpoczął karierę trenerską. W ostatniej kolejce sezonu 1980/1981 poprowadził ŁKS Łódź w przegranym 0:2 meczu wyjazdowym z Szombierkami Bytom. W latach 1989–1990 był trenerem bramkarzy reprezentacji Polski prowadzonej przez Andrzeja Strejlaua. W rundzie wiosennej sezonu 1989/1990 był przez trzy mecze trenerem Widzewa Łódź, a w rundzie wiosennej sezonu 1994/1995 prowadził ŁKS Łódź w jednym zremisowanym 1:1 spotkaniu z Rakowem Częstochowa, po którym złożył rezygnację.

### Pozostała działalność
W 1968 został absolwentem Elektronicznych Zakładów Naukowych we Wrocławiu. W 1986 ukończył trzyletnie zaoczne studia trenerskie w Akademii Wychowania Fizycznego w Warszawie.
W 1982 wstąpił do Patriotycznego Ruchu Odrodzenia Narodowego, popierając wprowadzenie stanu wojennego.
Od lat 90. zajmował się działalnością gospodarczą. Pracował jako specjalista ds. marketingu. Był także doradcą Jacka Dębskiego, prezesa Urzędu Kultury Fizycznej i Turystyki. Zajął się również działalnością publicystyczną w zakresie problematyki piłkarskiej. Był m.in. felietonistą „Przeglądu Sportowego”, a także komentatorem telewizyjnym w TVP oraz w Wizji Sport. Opublikował dwie książki: Kulisy reprezentacyjnej piłki (Promise Publishing Institute, Łódź 1991) oraz PZPN czy przestępcy zrzeszeni przeciw nam (Zysk i S-ka, Poznań 2004).
W swoich nieraz kontrowersyjnych wypowiedziach publicznych wielokrotnie krytykował działalność władz PZPN. W czasie kadencji prezesa Mariana Dziurowicza nazywał związek „dziurolandem”, a po objęciu funkcji prezesa przez Michała Listkiewicza ludzi z nim współpracujących określił „listkoludkami”. Na prośbę Michała Listkiewicza objął w 2005 funkcję szefa specjalnie powołanej komisji etyki PZPN, mającej zajmować się ujawnianiem i karaniem nieprawidłowości oraz nieuczciwości w krajowych rozgrywkach ligowych.
Podczas wyborów prezydenckich w 2010 wspierał kandydaturę Jarosława Kaczyńskiego. W 2011 kandydował w wyborach parlamentarnych z ostatniego miejsca na liście komitetu wyborczego Prawa i Sprawiedliwości w okręgu łódzkim. Uzyskał mandat poselski, otrzymując 8114 głosów (2,24% głosów oddanych w okręgu), jednak do partii nie przystąpił. 25 maja 2012 został zawieszony na miesiąc w prawach członka klubu parlamentarnego Prawa i Sprawiedliwości. 27 lipca 2014 zapowiedział na następny dzień rezygnację z członkostwa w KP PiS, jednak prezes partii Jarosław Kaczyński poinformował następnego dnia o jego wykluczeniu. W lutym 2015 został przyjęty do klubu parlamentarnego Platformy Obywatelskiej. W wyborach w tym samym roku z piotrkowskiej listy PO nie uzyskał poselskiej reelekcji. W wyborach parlamentarnych w 2023 bez powodzenia startował do Senatu z ramienia PiS w okręgu nr 23 w Łodzi. Uzyskał 54 313 głosów (28,11%), przegrywając z kandydatem paktu senackiego Arturem Duninem.

## Życie prywatne
Rodzice Jana Tomaszewskiego przybyli do Wrocławia z Wileńszczyzny. Trzykrotnie żonaty. Trzecia żona (od 1988), Katarzyna Calińska-Tomaszewska, była mistrzynią Polski w tenisie stołowym; ma dwie córki: Paulinę i Małgorzatę.

## Statystyki

### Reprezentacyjne
| Reprezentacja narodowa | Rok     | Występy |
| ---------------------- | ------- | ------- |
| Polska                 |         |         |
| 1971                   | 1       |         |
| 1972                   | 0       |         |
| 1973                   | 13      |         |
| 1974                   | 12      |         |
| 1975                   | 9       |         |
| 1976                   | 7       |         |
| 1977                   | 12      |         |
| 1978                   | 7       |         |
| 1979                   | 0       |         |
| 1980                   | 0       |         |
| 1981                   | 2       |         |
| Łącznie                | Łącznie | 63      |

## Sukcesy
Reprezentacyjne
- 3. miejsce mistrzostw świata: 1974
- Wicemistrzostwo olimpijskie: 1976

VAC Beerschot
- Puchar Belgii: 1979

Legia Warszawa
- Wicemistrzostwo Polski: 1971
- 3. miejsce w ekstraklasie: 1972
- Finał Pucharu Polski: 1972

## Odznaczenia
- Złoty Medal za Wybitne Osiągnięcia Sportowe
- Srebrny Medal za Wybitne Osiągnięcia Sportowe